# Jean-Pierre Jabouille

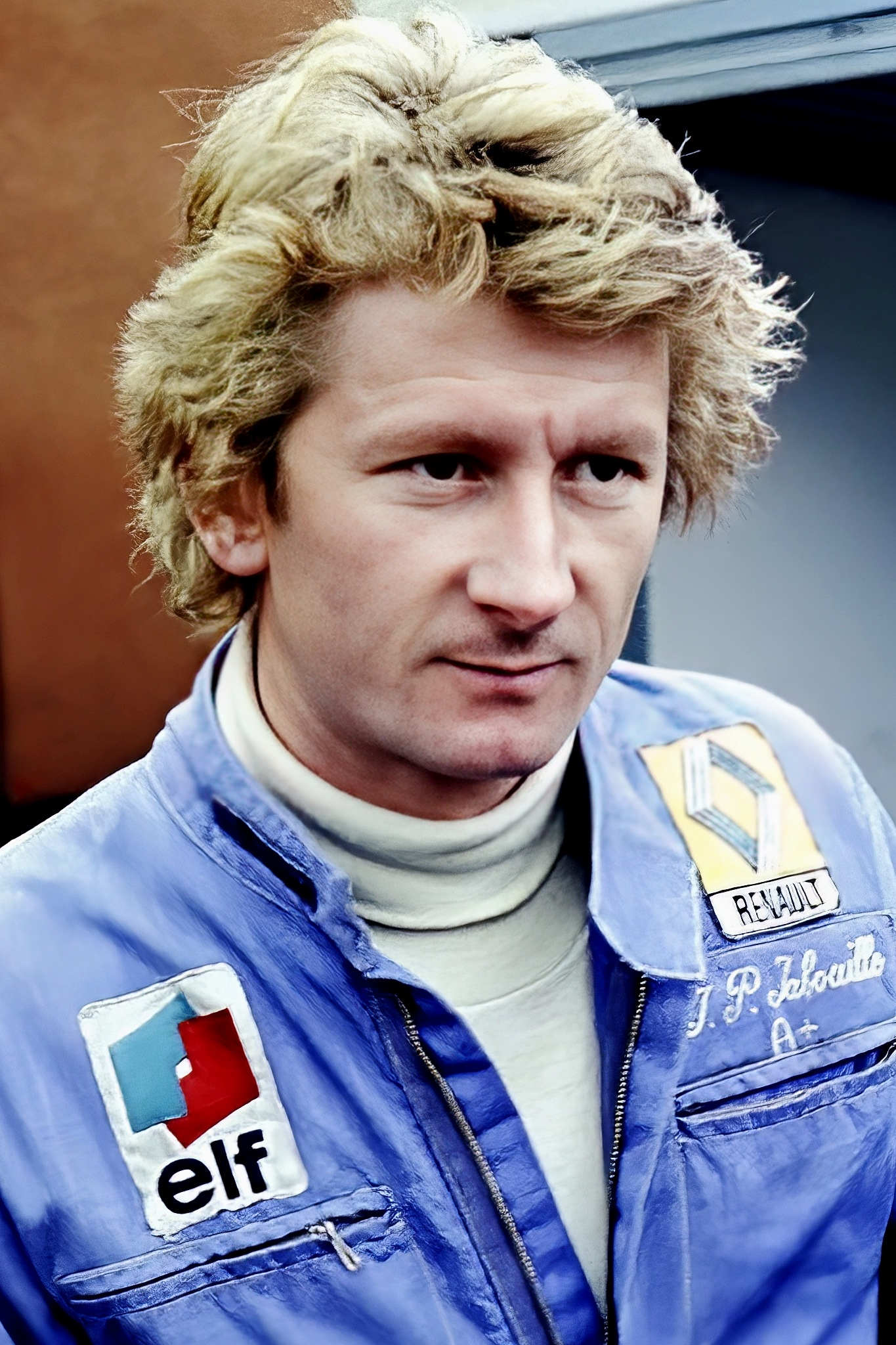
Jean Pierre Jabouille

Jean-Pierre Jabouille (Parijs, 1 oktober 1942 – Saint-Cloud, 2 februari 2023) was een Formule 1-coureur uit Frankrijk. 
Hij startte 46 maal aan een Formule 1 Grand Prix, tussen 1974 en 1981 voor de teams Williams, Surtees, Tyrrell, Renault en Ligier, waarin hij 2 overwinningen, 2 podia, 6 pole positions en 21 punten scoorde. Jabouille schonk het Franse merk Renault zijn eerste zege in de Formule 1, de Grote Prijs van Frankrijk in 1979. Naast de Formule 1 nam de Fransman ook veertien maal deel aan de 24 Heures du Mans.
Jean-Pierre Jabouille is een schoonbroer van zijn oud-collega in de F1 Jacques Laffite.
Jabouille overleed op 2 februari 2023 op 80-jarige leeftijd.
- Bibliothèque nationale de France: cb139305991 (data)
- International Standard Name Identifier: 0000 0000 0289 4731
- Library of Congress Control Number: no2019003794
- Virtual International Authority File: 12494509
- WorldCat: E39PBJmtwmJ8gCrk93TVG9jcT3